# Return of Saturn
Return of Saturn — четвёртый студийный альбом американской рок-группы No Doubt. Он был выпущен 11 апреля 2000 года компаниями Trauma Records и Interscope Records. Первый альбом группы был отмечен как квартет после отъезда оригинального клавишника Эрика Стефани в 1994 году. После двух с половиной турне по продвижению своего прорывного третьего студийного альбома, Tragic Kingdom (1995), No Doubt написали несколько десятков песен для его продолжение и в конечном итоге остановилось на работе с продюсером Гленом Баллардом. Создание альбома стало бурным процессом, продолжавшимся два года, в течение которого происходили разногласия между участниками группы, а также между группой и её лейблом. Альбом был закончен после того, как группа вернулась в студию и записала то, что стало двумя её синглами.
Альбом сохраняет влияние ска-панка и регги предыдущих работ группы, но с более медленными, более балладоподобными песнями. Тексты многих песен описывают стремление певицы Гвен Стефани к более домашней жизни, противопоставляя её своей приверженности музыкальной карьере.
После его выхода «Возвращение Сатурна» получило положительные отзывы от музыкальных критиков, хотя некоторые из них были разделены по своему звучанию с предшественником. Он дебютировал под номером два на Billboard 200, но не смог сравниться с продажами Tragic Kingdom. Альбом породил четыре сингла, только один из которых попал в чарт Billboard Hot 100. На 43-й премии Грэмми Return of Saturn был номинирован на лучший рок-альбом.